# Joe Chambers
Joe Chambers, rodným jménem Joseph Arthur Chambers (* 25. června 1942 Stoneacre, Virginie)) je americký jazzový bubeník, pianista, hráč na vibrafon a hudební skladatel. Spolupracoval mimo jiné s českým kontrabasistou Miroslavem Vitoušem, se kterým nahrál jeho debutové album Infinite Search z roku 1969.